# Blye
Blye település Franciaországban, Jura megyében. Lakosainak száma 154 fő (2022. január 1.). Blye Châtillon, Charézier, Mesnois, Publy és Verges községekkel határos.

## Népesség
A település népességének változása:
| Lakosok száma | 137  | 122  | 110  | 142  | 163  | 163  | 162  | 174  | 177  | 154  |
|               | 1968 | 1982 | 1990 | 2006 | 2013 | 2015 | 2017 | 2019 | 2020 | 2022 |